# Тонкая структура эукариотической хромосомы
Эта статья относится к регионам в последовательности эукариотической хромосомы. Некоторые регионы могут быть включены более чем в одну группу, так что представленную классификацию не стоит рассматривать как полностью раздельную.

## Характеристики хромосом
Некоторые последовательности необходимы для правильного функционирования хромосомы:
- Центромера: Используется во время деления клетки как место прикрепления волокон веретена деления.
- Теломеры:  Используется для поддержания хромосомной целостности путем кэпирования концов линейных хромосом. Эта область является микросателлиттной ДНК, но ее функция более специфична, чем у простого тандемного повтора.

У всех эукариот общая структура концов хромосом консервативна и характеризуется серией коротких G-богатых повторов. За ним следует обширная субтеломерная область, состоящая из различных типов повторов - теломерные ассоциированные последовательности. Эти регионы обычно имеют низкую плотность генов, низкий уровень транскрипции, низкий уровень рекомбинации, поздно реплицируются, участвуют в защите конца от деградации и слияния концов и в завершении репликации. Субтеломерные повторы могут защищать концы хромосом, когда теломераза не работает, защищать субтеломерно расположенные гены от транскрипционного сайленсинга и защищать геном от пагубных перестроек в результате эктопической рекомбинации. Они также играют роль в увеличении размера хромосомы до некоторого минимального порогового уровня, необходимого для стабильности хромосомы, обеспечивают локусы для адаптивной амплификации генов.

## Структурные последовательности
Другие последовательности используются при репликации или как физическая структура хромосомы.
- Точка начала репликации: участок, с которого начинается репликация ДНК. Богата AT связями, поэтому является легкоплавкой. Эукариотическая хромосома содержит множество точек начала репликации.
- Matrix attachment region: регион, который связывается с матриксом ядра клетки.

## Белок-кодирующие гены
Области генома с белок-кодирующими генами включают несколько элементов:
- Энхансер: регион, усиливающий транскрипцию гена (обычно до нескольких тысяч пар оснований выше собственно гена по течению транскрипции).
- Сайленсер: регион, подавляющий транскрипцию гена. Находятся на расстоянии до 2500 пар оснований от промотора.
- Промотор: регион, с которого начинается транскрипция (обычно менее чем на несколько сотен пар оснований выше по течению транскрипции), включая такие элементы, как TATA и CAAT, GC-богатые элементы и Inr.
- Экзоны: часть транскрипта, которая в конечном итоге будет перенесена в цитоплазму для трансляции. При обсуждении генов с альтернативным сплайсингом экзон - это часть транскрипта, которая может быть транслирована при правильных условиях сплайсинга. Экзоны можно разделить на три части:
  - Кодирующая область: часть мРНК, которая в конечном итоге будет транслирована.
  - 5′-Нетранслируемая область может выполнять несколько функций, включая транспорт мРНК и инициацию трансляции (в том числе, части последовательности Козака). Они никогда не транслируются в белок (за исключением различных мутаций).
  - Область 3' вниз от стоп-кодона по течению транскрипции разделяется на две части:
    - 3′-Нетранслируемая область никогда не транслируется, но служит для повышения стабильности мРНК. Он также является местом прикрепления поли-A хвоста, который используется при инициации трансляции, а также, по-видимому, влияет на долгосрочную стабильность (старение) мРНК.
    - Безымянный регион после поли-А хвоста, но до места фактической терминации транскрипции, сплайсируется во время транскрипции и поэтому не становится частью 3' нетранслируемой области. Его функция, если таковая имеется, неизвестна.
- Интроны: промежуточные последовательности между экзонами, которые никогда не транслируются. Некоторые последовательности в интронах работают как МикроРНК, и даже известны случаи, когда малые гены полностью располагаются в интроне большого гена. В некоторых генах (например, в генах антител) внутренние регуляторные области находятся внутри интронов. Однако такие ситуации рассматриваются как исключения.

## РНК гены
Много регионов ДНК транскрибируются с образованием функциональной РНК, которая не транслируется в белок, но выполняет какую-то другую функцию:
- рРНК: рибосомальная РНК, образующая рибосомы.
- тРНК: транспортная РНК участвует в процессе трансляции, перенося аминокислоты к рибосомам.
- мяРНК: малые ядерные РНК образуют Сплайсосому, участвуя в созревании пре-мРНК.
- гРНК: участвует в редактировании РНК.
- МикроРНК: очень короткие (около 24 нуклеотидов) РНК последовательности, участвующие в пост-транскрипционном сайленсинге.
- мякРНК: участвуют в сборке рибосом.

Значительное количество РНК транскрибируются и не транслируются, но имеет нераскрытые функции.

## Повторяющиеся последовательности
Повторяющиеся последовательности ДНК бывают двух основных типов: уникальные последовательности, которые повторяются в одной области; и повторяющиеся последовательности, которые обнаруживаются по всему геному.

### Сателлитная ДНК
Сателлитная ДНК это уникальные последовательности, которые повторяются в тандеме в одной области. В зависимости от длины повтора они классифицируются как:
- Минисателлиты: Короткие повторы нуклеотидов.
- Микросателлиты: Очень короткие повторы нуклеотидов. Некоторые тринуклеотидные повторы встречаются в кодирующих областях, вызывая патологии. Большинство из них находятся в некодирующих областях. Их функция неизвестна, если они вообще имеют какую-либо специфическую функцию. Они используются в качестве ДНК-маркеров и в ДНК дактилоскопии.

### Диспергированные повторы
Диспергированные повторы это не примыкающие друг к другу повторяющиеся последовательности, которые разбросаны по всему геному. Они могут быть классифицированы по длине повтора как:
- SINE: короткие диспергированные повторы. Длина повторов обычно составляет несколько сотен пар оснований. Эти последовательности составляют около 13% генома человека[2] при этом на последовательность Alu приходится около 10%.
- LINE: длинные диспергированные повторы. Длина повторов обычно составляет несколько тысяч пар оснований.  Эти последовательности составляют около 21% генома человека.[2]

Оба этих типа являются ретротранспозонами.

## Ретротранспозоны
Ретротранспозоны — это любые последовательности в ДНК, которые являются результатом ретротранспозиции РНК. Описанные выше LINEs и SINEs - это примеры, где последовательности являются повторами, но есть и неповторяющиеся последовательности, которые также могут быть ретротранспозонами.

## Прочие последовательности
Типичные эукариотические хромосомы содержат гораздо больше ДНК, чем классифицировано в вышеуказанных категориях. ДНК может использоваться в качестве промежутков или иметь другую, пока еще неизвестную функцию. Или же это могут быть просто случайные последовательности, не имеющие никакого значения.